# Potmelțu
Potmelțu – wieś w Rumunii, w okręgu Dolj, w gminie Coțofenii din Dos. W 2011 roku liczyła 519 mieszkańców.